# Песано Кон Борнаго
Песано Кон Борнаго (итал. Pessano Con Bornago) је насеље у Италији у округу Милано, региону Ломбардија.
Према процени из 2011. у насељу је живело 8524 становника. Насеље се налази на надморској висини од 148 м.

## Становништво
Према резултатима пописа становништва 2011. у општини је живело 9.064 становника.
| 1931. | 1936. | 1951. | 1961. | 1971. | 1981. | 1991. | 2001. | 2011. |
| ----- | ----- | ----- | ----- | ----- | ----- | ----- | ----- | ----- |
| 2.581 | 2.694 | 3.056 | 3.518 | 4.210 | 4.608 | 6.773 | 8.309 | 9.064 |